# Krámpack
Krámpack is een Spaanse film uit 2000, geregisseerd door Cesc Gay.

## Verhaal
De film volgt de vrienden Nico en Dani - beide 17 jaar oud - die de zomervakantie doorbrengen in het zomerhuis van de ouders van Dani. Dani's ouders zijn op vakantie en beide jongens zijn van plan het ervan te nemen. Nico is vastbesloten  zijn maagdelijkheid tijdens de zomervakantie te verliezen. Wanneer ze Berta en Elena ontmoeten, is Nico al gauw geïnteresseerd in Elena. Dani is echter niet geïnteresseerd in Berta, maar in Nico.

## Rolverdeling
| Acteur           | Personage     |
| ---------------- | ------------- |
| Fernando Ramallo | Dani          |
| Jordi Vilches    | Nico          |
| Marieta Orozco   | Elena         |
| Esther Nubiola   | Berta         |
| Chisco Amado     | Julián        |
| Ana Gracia       | Sonia         |
| Myriam Mézières  | Marianne      |
| Muntsa Alcañiz   | Dani's moeder |
| Jesús Garay      | Dani's vader  |
| Mingo Ràfols     | Arturo        |
| Pau Durà         | Mario         |
| Eloi Yebra       | Manu          |

## Ontvangst

### Recensies
Op Rotten Tomatoes geeft 87% van de 53 recensenten de film een positieve recensie, met een gemiddelde score van 6,62/10. Metacritic komt tot een score van 59/100, gebaseerd op 21 recensies.
De Volkskrant schreef: "Ook al heeft Gay een fiks aantal toevallige ontmoetingen nodig om het verhaal de gewenste richting op te krijgen, is Krámpack (...) te schematisch opgebouwd, en zijn de titels tussen de verschillende scènes even pretentieus als geforceerd. Het fantastische spel van Fernando Ramallo en Jordi Vilches zorgt ervoor dat je dat snel vergeet."

### Prijzen en nominaties
Een selectie:
| Jaar | Prijs                          | Categorie                  | Genomineerde           | Resultaat   |
| ---- | ------------------------------ | -------------------------- | ---------------------- | ----------- |
| 2000 | Filmfestival San Sebastián     | Premio Sebastiane          | Krámpack               | Gewonnen    |
| 2001 | Premios Goya (15de uitreiking) | Beste debuterend acteur    | Jordi Vilches          | Genomineerd |
| 2001 | Premios Goya (15de uitreiking) | Beste bewerkt scenario     | Cesc Gay, Tomàs Aragay | Genomineerd |
| 2001 | Premios Goya (15de uitreiking) | Beste debuterend regisseur | Cesc Gay               | Genomineerd |